# Carlota de Wurtemberg
Carlota de Wurtemberg, también conocida como la gran duquesa Elena Pávlovna de Rusia (Friederike Charlotte Marie; Stuttgart, 9 de enero de 1807 - San Petersburgo, 2 de febrero de 1873), fue una noble alemana, hija del príncipe Pablo de Wurtemberg, segundo hijo del rey Federico I de Wurtemberg, y de la princesa Carlota de Sajonia-Hildburghausen.

## Primeros años de vida
Cuando era niña, Carlota vivió en París con su padre y su hermana menor Paulina. La familia la llamó Lottie.
El padre de Carlota no podía llevarse bien con su hermano mayor, el rey Guillermo I de Wurtemberg, que se convirtió en rey en 1816, así que en 1818 se mudó de su casa en Stuttgart a París, donde entregó a sus hijas, Carlota y Paulina, a la pensión de la señora Herul. Y aunque el tiempo que pasó en esta pensión fue breve, dejó una huella imborrable en la princesa, enseñándole a afrontar las dificultades y a establecerse entre un grupo bastante "pintoresco" de alumnas de un internado, hijas de burgueses adinerados, que odiaban las princesas de Wurtemberg con todo su corazón. Su casa era muy modesta en comparación con otras personas reales, y es también en París donde estudió con varias personas intelectuales. Gracias al barón Georges Cuvier, la princesa recibió una sólida educación, tanto en filosofía como en cultura general.
En el período parisino de su vida, la niña estuvo muy influenciada por su relación con el famoso científico natural francés Georges Cuvier (sus parientes estudiaron en la pensión), con quien mantuvo una viva correspondencia incluso después de salir de París. El príncipe Pablo visitaba a menudo con sus hijas el salón parisino de Cuvier, donde se reunían las personas más interesantes de la época. Fue visitado por el físico Andre-Marie Ampere, el científico y viajero Alexander von Humboldt, los escritores Prosper Mérimée y Stendhal, el artista Eugene Delacroix y otros. La rotación en el círculo de científicos famosos, diplomáticos y personas del arte tuvo una influencia decisiva en la formación de la personalidad de la joven princesa y la impulsó a organizar, siguiendo el ejemplo de su mentor, su propio salón en el palacio Mijailovsky en San Petersburgo.

## Gran duquesa de Rusia

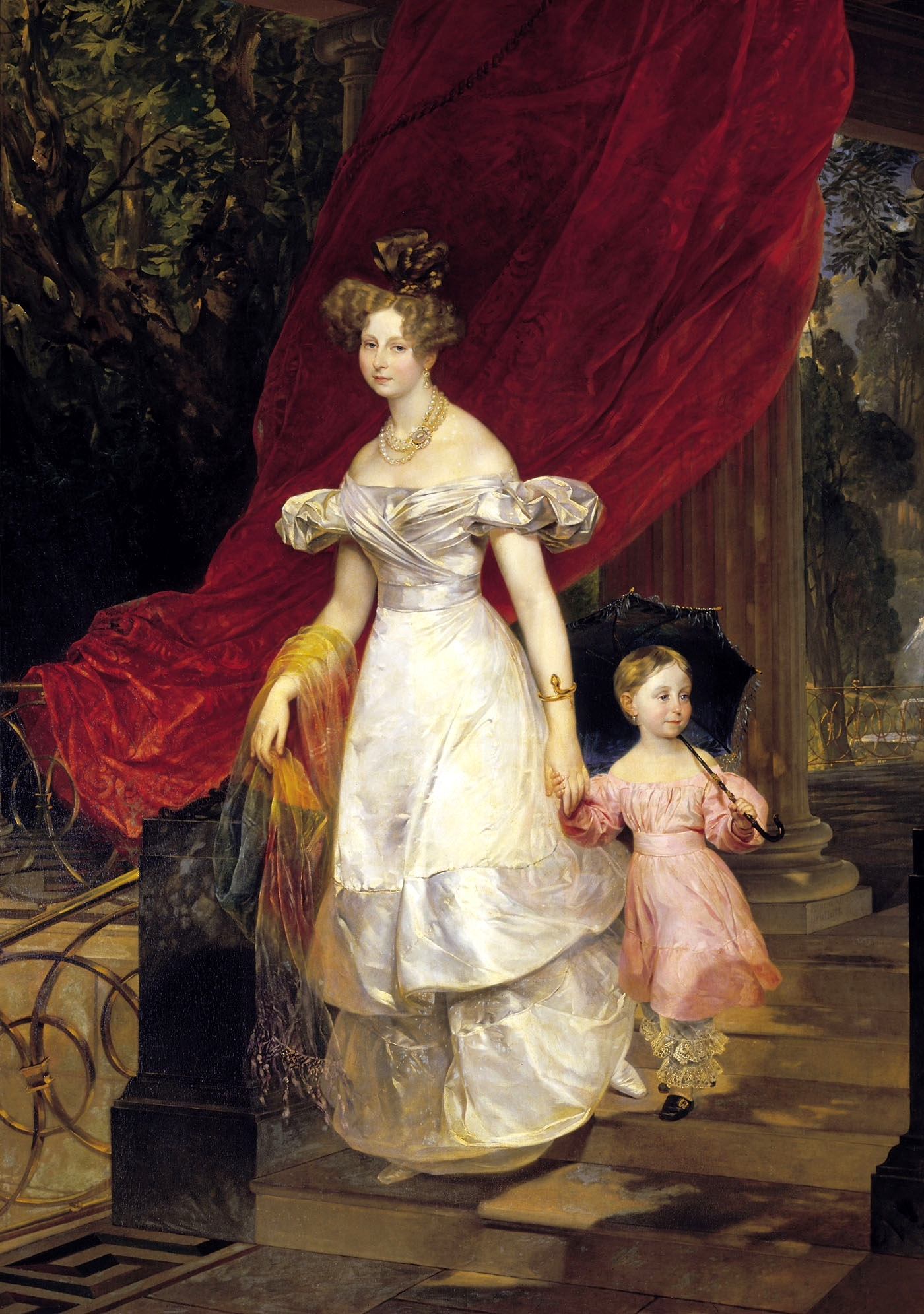
La gran duquesa Elena Pávlovna de Rusia con su hija María. Retrato de Karl Briullov.

En 1822, fue prometida al Gran príncipe Miguel Pávlovich de Rusia, hijo menor del zar Pablo I de Rusia y de Sofía Dorotea de Wurtemberg (María Fiódorovna). Se decía que Carlota era una chica excepcional, muy inteligente y madura para la edad de 15 años. Miguel quedó evidentemente impresionado por su belleza y su aplomo y durante una recepción celebrada en su honor, encantó a todos los invitados por sus conversaciones. 
Según los recuerdos del conde Moriol, el novio no sintió ningún sentimiento de ternura por la novia, sino que obedeció a la madre emperatriz. El conde escribió en 1823 antes de conocer a la novia: «Este viaje no fue a su corazón y, olvidándose de cualquier cautela, reveló su frialdad, o mejor dicho, aversión al nuevo cargo que le esperaba». Esta actitud probablemente se debió a la influencia de su hermano mayor, Constantino, quien, después del primer matrimonio fallido, odió a todas las princesas alemanas y apoyó a su hermano menor en su falta de voluntad para casarse con una de ellas. Mientras tanto, la princesa Carlota fue llamada por muchos como encantadora en todos los sentidos.
El 5 de diciembre de 1823, en San Petersburgo, en la Gran Iglesia del Palacio de Invierno, se llevó a cabo el rito de unción de Su Alteza Real la Princesa de Wurtemberg: Carlota se convirtió a la ortodoxia con el nombre de Elena Pávlovna, siendo su madrina la gran duquesa María de Rusia, esposa de Carlos Federico de Sajonia-Weimar-Eisenach.  Al día siguiente, 6  (18) de  diciembre de 1823, se realizó la ceremonia de compromiso. Al mismo tiempo, recibió los títulos de Gran Princesa y Alteza Imperial.
El 20 de febrero de 1824, se celebró una boda en San Petersburgo según el rito greco-ortodoxo oriental. El mismo día, Miguel Pávlovich fue nombrado jefe del Regimiento de Salvavidas de Moscú, que entonces formaba parte de los regimientos de la Primera División de Guardias.
En 1825, se completó la construcción del palacio del Gran príncipe Miguel Pávlovich, iniciada en 1819. La consagración del Palacio Mijáilovski tuvo lugar el 30 de agosto de 1825. Inmediatamente después de la consagración del palacio, Miguel Pávlovich y Elena Pávlovna se mudaron a él desde el Palacio de Invierno.
La relación entre los cónyuges no fue inicialmente cálida. La falta de atención de Miguel hacia su esposa sorprendió incluso a sus hermanos. Así, en mayo de 1828, Constantino Pávlovich escribió a su hermano Nicolás: «La posición de (Elena Pávlovna) es un insulto al orgullo femenino ya la delicadeza que generalmente es característica de las mujeres. Esta es una mujer perdida si la deplorable situación en la que se encuentra no cambia». La princesa era una mujer muy educada con una amplia gama de conocimientos, mientras que el Gran Duque se dedicó por completo a los asuntos del ejército. De él se decía que «aparte del reglamento del ejército, no abrió un solo libro.»
Por mucho que Elena Pávlovna trató de adaptarse a los gustos de su marido, pero cuando se trataba de cuestiones de principios, no siempre sabía cómo contenerse: por fervor, incluso frente a extraños, expresaba su enfado y detuvo la conversación cuando salió de la habitación. El Gran Duque, siempre que fue posible, intentó evitar la compañía de su esposa.
Una persona esencialmente amable, Miguel Pávlovich no era el más agradable en la comunicación, con los modales de un soltero mal educado. Pero se resignó a casarse y «le perdonó que la eligieran para ser su esposa, y ese fue el fin del asunto.» Resultó que la emperatriz Isabel Alekséievna tenía razón, quien escribió poco después de la boda: «... se espera que con su perseverancia, el tiempo cambie esta triste relación.»
En 1828, tras la muerte de la emperatriz viuda María Fiódorovna el 24 de octubre, según su voluntad imperial, la dirección de los Institutos Mariinski y de Matronas pasó a la Gran princesa, aparte que ella y su marido heredaron el Palacio Pávlovsk fue heredado por Miguel, y él y Elena lo utilizaban a menudo.
Desde 1832, fue la jefa del regimiento de coraceros, que pasó a llamarse 10 ° Regimiento de Dragones de Nóvgorod en 1860.
Fue consejera de su sobrino político, el zar Alejandro II, sobre el alcance de sus reformas. Además, durante la Guerra de Crimea, fue la gran princesa quien impulsó la creación de las Hermanas de la caridad. Además, fue una activa militante en contra del sistema de servidumbre del Imperio ruso, criticando ante el zar la existencia de los muzhíks siervos. 
Fue una gran amiga de su cuñado, Alejandro I de Rusia, y de su esposa, la emperatriz Luisa de Baden (Isabel Alekséievna) y también de la tímida María de Hesse (María Aleksándrovna), la esposa del entonces zarévich Alejandro.

## Viudez
En 1849, Miguel Pavlovich murió, el 28 de agosto, en el palacio Mikhailovsky. Elena tenía 42 años cuando enviudó. Desde ese momento hasta su muerte, Elena Pavlovna lució de luto.
Después de la muerte del gran duque, el número de bailes de lujo en el palacio disminuyó, pero se convirtió en «el foco de toda la sociedad inteligente» de San Petersburgo. Y esto ayudó a fortalecer la autoridad de Elena Pavlovna en los círculos de la corte. El nombre les soirees morganatiques [veladas morganáticas, en francés], donde los miembros de la familia imperial se reunían con personas que no estaban representadas oficialmente en la corte. Veladas como estas resultaron ser más atractivas que las magníficas recepciones anteriores de "Madame Michelle", como la llamaban medio en broma en la corte. Se discutieron los planes para la emancipación de los campesinos y las transformaciones implementadas en el curso de las reformas de las décadas de 1860-1870.

## Actividades caritativas y sociales
El edificio de la Exaltación de la Santa Cruz Comunidad de Hermanas de la Misericordia de la Cruz Roja
Se mostró a sí misma como filántropa: le dio fondos al artista Ivanov para el transporte de la pintura La aparición de Cristo al pueblo a Rusia, patrocinó a K. P. Bryullov, I. K. Aivazovsky, A. G. Rubinstein. Habiendo apoyado la idea de establecer la Sociedad Musical Rusa y el Conservatorio, financió este proyecto haciendo grandes donaciones, incluidas las ganancias de la venta de diamantes que le pertenecían personalmente. Las clases de primaria del conservatorio se abrieron en su palacio en 1858.
Se brindó apoyo al actor I.F. Gorbunov, al tenor Nilsky, al cirujano Pirogov.
Asistió en la publicación póstuma de las obras completas de Nikolai Gogol. Estaba interesada en las actividades de la universidad, la Academia de Ciencias, la Sociedad Económica Libre.
La gran duquesa proporcionó patrocinio a la Escuela de Santa Elena; fue la administradora principal del Elisabeth Children's Hospital (San Petersburgo), fundado en memoria de sus hijas los orfanatos Isabel y María (Moscú, Pavlovsk); Reorganizó el hospital Maximilianovskaya, donde por iniciativa suya se creó un hospital permanente.
Junto con el terapeuta prof. EE Eichwald participó en el trabajo organizativo para la creación de una institución médica, una base para la formación y la formación avanzada de médicos. Fue inaugurado en 1885 como el Instituto Clínico de la gran duquesa Elena Pavlovna (Instituto Clínico Eleninsky, desde 1993 la Academia Médica de Educación de Postgrado de San Petersburgo).
Al crecer en una familia protestante, la gran duquesa Elena Pavlovna fue una cristiana ortodoxa profundamente religiosa. Al ser bautizada en honor de la Santa Igualdad a los Apóstoles, la Emperatriz Elena de Constantinopla, se hizo afín a la Fiesta de la Exaltación, especialmente cuidando de la Iglesia de la Exaltación de Moscú Yamskaya Sloboda en San Petersburgo; como regalo a la iglesia, trajo iconos de los iguales a los apóstoles Constantino y Helena con partículas de la Cruz del Señor, las reliquias de Juan el Bautista, el Apóstol Andrés el Primero Llamado, Igual al -Apóstoles Constantino y San Juan Crisóstomo «Me impulsa a hacer esto mi más sincera reverencia al santo símbolo de nuestra fe y esperanza, al que a menudo recurro en los momentos de dolor y desgracias que me sobrevienen», ordené para la iglesia un gran retablo de la Exaltación de la Cruz del Señor. La imagen fue creada por el pintor de iconos Fadeev en una sala especialmente designada del palacio Mikhailovsky.
De acuerdo con el decreto [7] de Alejandro II, la Sociedad Musical Rusa y el Conservatorio de San Petersburgo estaban bajo el patrocinio directo de Elena Pavlovna.
En su trabajo caritativo, mostró no solo altas cualidades espirituales, sino también talento organizativo y administrativo.

## Comunidad de las Hermanas de la Misericordia de la Santa Cruz
En 1853-1856 actuó como una de las fundadoras de la Comunidad de las Hermanas de la Misericordia de la Santa Cruz con vestidores y hospitales móviles; la carta de la comunidad fue aprobada el 25 de octubre de 1854. Publicó un llamamiento a todas las mujeres rusas que no están sujetas a responsabilidades familiares, pidiendo ayuda para los enfermos y heridos. Los locales del castillo Mikhailovsky se pusieron a disposición de la comunidad, para un almacén de cosas y medicinas, la gran duquesa financió sus actividades. En la lucha contra las opiniones de la sociedad, que no aprobaba este tipo de actividad de las mujeres, la gran duquesa iba todos los días a los hospitales y vendaba las heridas sangrantes con sus propias manos.

Su principal preocupación era dar a la comunidad ese carácter altamente religioso que, al mismo tiempo que inspiraba a las hermanas, las templaba para luchar contra todo sufrimiento físico y mental.
Obolensky D.A., Mis memorias // Antigüedad rusa, 1909. - n.º 3. - p. 518.

Para que las hermanas llevaran la cruz, Elena Pavlovna eligió la cinta Andreevskaya. En la cruz estaban las inscripciones: «Toma mi yugo sobre ti» y «Tú, Dios, mi fuerza». Elena Pavlovna explicó su elección de la siguiente manera: «sólo con humilde paciencia recibimos fuerza y fortaleza de Dios».
El 5 de noviembre de 1854, después de la Misa, la misma gran duquesa puso en la cruz de cada una de las treinta y cinco hermanas, y al día siguiente partieron hacia Sebastopol, donde las esperaba Pirogov.
En el N.I. Pirogov, el gran científico ruso, cirujano, se encargó de la formación y luego guiará su trabajo en Crimea. Desde diciembre de 1854 hasta enero de 1856, más de 200 hermanas de la misericordia trabajaron en Crimea.
La iniciativa de la gran duquesa Elena Pavlovna fue acorde con el espíritu de la época, en particular, las acciones de Florence Nightingale, creadora de la unidad de enfermería británica, fueron similares. Después del final de la guerra, se abrieron además en la comunidad una clínica ambulatoria y una escuela gratuita para 30 niñas.

... si hoy la Cruz Roja cubre el mundo es gracias al ejemplo que dio Su Alteza Imperial la Gran Duquesa Elena Pavlovna durante la guerra de Crimea...
Henri Dunant, fundador del Comité Internacional de la Cruz Roja
(de una carta a la Cruz Roja Rusa, 1896)

## "Círculo" de la gran duquesa
Desde finales de la década de 1840 hasta 1873, las noches - "Jueves" se llevaron a cabo en el palacio Mikhailovsky, donde se discutieron cuestiones de política y cultura, novedades literarias. El círculo de la gran duquesa Elena Pavlovna, que se reunió el jueves, se convirtió en el centro de comunicación entre los principales estadistas, desarrolladores y guías de las Grandes Reformas de mediados del siglo XIX, un lugar especial entre los cuales fue ocupado por un amigo cercano del gran duquesa N. A. Milyutin.
F. M. Tyutchev
Todo es posible aquí, recordaré
todo Todo es por cierto, todo es hermoso hasta el final
En una casa así siempre hay un lugar para un milagro -
Es la costumbre de tu palacio.
Su Alteza la Gran Duquesa Elena Pavlovna.
Según Elena: «un círculo pequeño... hace mucho daño: estrecha el horizonte y desarrolla prejuicios, reemplazando la firmeza de voluntad por la terquedad. El corazón necesita comunicarse solo con amigos, pero la mente requiere nuevos comienzos, contradicciones, conocimiento de lo que está sucediendo fuera de los muros de nuestro hogar.»
Junto a la organización de brillantes festividades, que se distinguen por un gusto especial y originalidad, creó un terreno neutral en el que pudo conocer a personas que le interesan, sin hacerlas dependientes de las condiciones habituales de la vida cortesana e invitándolas al palacio en nombre de la princesa Lvova o la princesa Odoevskaya... Tuvimos «una recepción extremadamente atenta y afectuosa, deliberadamente deliberada» por parte del jefe del segundo departamento de la Cancillería Imperial, el conde D. N. Bludov, el presidente del Consejo de Estado y el Comité de Ministros, el Príncipe A. F. Orlov, el ministro de Justicia, el conde V. N. Panin, príncipe A. M. Gorchakov, conde N. N. Muraviov-Amurski, conde P. D. Kiselev, el enviado del príncipe prusiano Otto von Bismarck, N. A. Miliutin, Príncipe V. A. Cherkassky, V. V. Tarnovsky, G. P. Galagan, Yu. F. Samarin, K. D. Kavelin, I. S. Aksakov, A. V. Golovnin, conde M. Kh. Reitern, conde Y. M. Vielgorsky, príncipe V. F. Odoevsky, F. I. Tyutchev, barón Alexander von Humboldt, barón August von Haxthausen, marqués A-L-L. de Custin, K. E. von Baer, O. V. Struve, conde S. S. Lanskoy, K. V. Chevkin. A las reuniones asistieron el emperador Alejandro II, la emperatriz María Aleksándrovna y otros miembros de la familia imperial.

Con asombrosa habilidad supo agrupar a los invitados de tal manera que despertaría al soberano ya la reina para que prestasen atención y conversaran con individuos, para ellos a menudo extraños y contra los que podían tener prejuicios; mientras que todo esto se hizo imperceptiblemente para los no iniciados en los secretos de los ojos y sin fatiga del soberano.

Estaba muy interesada en los primeros pasos de las nuevas instituciones y se tomó muy en serio los rumores de que tras la caída del Ministro de Justicia Zamyatnin, los Estatutos Judiciales podrían estar en grave peligro. Pidió a Samarin que redactara un "Esbozo histórico de la servidumbre en su origen e influencia en el modo de vida de la gente", así como la historia de la liberación de los campesinos y su significado en la vida de las personas, encontrando que para esto solo el autor necesita «obligarse a atravesar mentalmente la era de la lucha gloriosa». A través de Yu. F. Samarina, encargó al profesor Belyaev que estudiara los fundamentos de las instituciones representativas en Rusia.
Según A.F. Koni, las reuniones en la gran duquesa Elena Pavlovna fueron la principal plataforma de discusión donde se elaboraron los planes para las Grandes Reformas de la segunda mitad del siglo XIX. Los partidarios de las reformas la llamaron entre ellos «la madre benefactora».

## Liberación de los campesinos
Anteriormente, al estar familiarizada con el conde P.D. Kiselyov, actuó como conductora de sus ideas para Alejandro II. Por recomendación del conde Kiselyov, se hizo cercana a N.A. Miliutin, quien se convirtió en su amiga cercana y persona de ideas afines.
En un esfuerzo por provocar un cambio positivo en el estado de ánimo de la nobleza, en 1856 inició la liberación de los campesinos en su finca Karlovka, provincia de Poltava, que incluía 12 pueblos y aldeas, 9090 acres de tierra, con una población de 7392 hombres. y 7625 mujeres. Con el administrador, el barón Engelgart, se elaboró un plan: se preveía la liberación personal de los campesinos y la asignación de tierras a cambio de un rescate.
En marzo de 1856, junto con N.A. Miliutin, se desarrolló un plan de acción para la liberación de los campesinos de Poltava y provincias adyacentes, que recibió la aprobación preliminar del zar. Según este plan, la gran duquesa apeló a los terratenientes de la provincia de Poltava V.V. Tarnovsky, el príncipe A.V. Kochubei y otros, con un llamado a contribuir con sus informaciones y consideraciones al desarrollo de terrenos comunes para la liberación de los campesinos en Poltava, provincias de Járkov, Chernigov y Kursk. La nota, teniendo en cuenta los comentarios y editada por el profesor Kavelin, fue entregada al gran duque Konstantin Nikolaevich, quien, junto con N.A. Miliutin, hizo pleno uso del ejemplo positivo de la Iniciativa Karlovy.
La gran duquesa Elena Pavlovna actuó como la patrona de NA Miliutin, dándole acceso a los más altos funcionarios del Imperio y el zar. En su fiesta, presentó a Milyutin a la emperatriz y le dio la oportunidad de tener una larga conversación con ella sobre la liberación de los campesinos; le presentó al príncipe Gorchakov; preparó en febrero de 1860 en su palacio Mikhailovsky un encuentro y una larga conversación entre Milyutin y el Emperador sobre el trabajo de la Comisión Editorial; trató de establecer una relación personal de confianza y simpatía entre Milyutin y el gran duque Konstantin Nikolaevich; le informó de sus contactos con el Emperador, relacionados con la liberación de los campesinos, constantemente, por escrito y verbalmente, trató de mantener el vigor y la fe en el éxito en él, diciéndole con las palabras de la Escritura: «Los que siembran con lágrimas cosechan con alegría». Los principales colaboradores de Milyutin, el príncipe VA Cherkassky y Yuri Samarin, eran visitantes habituales y, en el apogeo del trabajo de la Comisión Editorial, en el verano de 1859 y 1860, vivían en su palacio en la isla Kamenny.
A.F. Koni le asignó el papel de «la principal y, en todo caso, la primera primavera de la liberación de los campesinos».
Por sus actividades para liberar a los campesinos, la gran duquesa recibió un sobrenombre honorífico en la sociedad «Princesa La Libertad». Fue premiada por el Emperador con la medalla de oro «Trabajadora de reformas».

## Muerte
A fines de 1871, Elena Pavlovna enfermó de erisipela en el cuero cabelludo, lo que provocó una terrible ruptura. Por recomendación de los médicos, se fue a Italia y se instaló en Florencia, donde volvió a recuperar su vigor anterior. Pronto, sin embargo, la debilidad volvió a aparecer. Queriendo morir en casa, Elena Pavlovna decidió regresar a Rusia. Ni los consejos ni las convicciones de quienes la rodeaban pudieron evitar que regresara a Petersburgo. Con impaciencia febril aceleró su viaje, durante los primeros diez días en Petersburgo sintió una oleada de energía y recibió visitas en su cumpleaños. Pero ya el 1 de enero de 1873 no pudo asistir al Palacio de Invierno. En la noche del 4 de enero comenzó a vomitar y no podía levantarse de la cama; el 8 de enero se presentó una disminución repentina de la actividad cardíaca y parálisis cerebral, finalmente falleció el 2 de febrero en San Petersburgo. Fue enterrada en la Tumba Imperial de la Catedral de San Pedro y San Pablo en San Petersburgo, junto a su marido y sus hijas María, Alejandra y Ana.

## Cualidades personales
Numerosos hechos citados en las memorias de contemporáneos indican las extraordinarias cualidades personales de la gran duquesa Elena Pavlovna.
Estudio ruso de forma independiente con la ayuda de libros de texto; Como resultado, no solo pudo saludar a cada una de las 200 personas representadas en ruso el día de su llegada a Rusia (1823), mostrando su don, inherente a ella, según sus contemporáneos, para sentirse interlocutora y disponerse a sí misma, pero también leyó la Historia del Estado Ruso de Karamzin en el original.
La condesa Bludova describe a Elena Pavlovna en sus notas de la siguiente manera:

Hace 45 años la vi por primera vez y esa rapidez de su andar, que me llamó la atención como un rasgo externo, atractivo, como una cordialidad viva. Esta rapidez no era más que una verdadera expresión de la rapidez de su carácter y de su mente, la rapidez con la que se llevaba a todas las mentes más o menos vivas, que a veces la arrastraba y la llevaba a bastantes desengaños, pero en sí misma era encantadora.. Ni el verano, ni la enfermedad, ni el dolor cambiaron esta peculiaridad.

Poseía conocimientos enciclopédicos, estaba bien educada y estaba dotada de un sutil sentido de la gracia. Le encantaba hablar con científicos y artistas destacados. Toda su vida mostró un gran interés por el arte y patrocinó a artistas, músicos y escritores rusos. Ella, según el senador A. F. Koni, «dio su verdadera alegría al 'atar las alas' a un talento en ciernes y apoyar a un talento ya desarrollado». El emperador Nicolás I la llamó «la mente de nuestra familia».

Esta es una mujer con una mente amplia y un corazón excelente. Se puede confiar en su amistad si alguna vez la honra. Criada bajo la supervisión de Cuvier, un amigo de su padre, el príncipe de Württemberg, conservaba recuerdos de todo lo que que vio y escuchó en su juventud.Casada, nunca dejó de estudiar ciencias y de estar en contacto con celebridades que vinieron a San Petersburgo o que conoció durante sus viajes al extranjero. Su conversación con personas de todos modos extraordinarios nunca fue vacía o absurda: se volvió a ellos con preguntas, llenas de inteligencia y decencia, preguntas que la iluminaron... El emperador Nikolai Pavlovich una vez me dijo: «Elena es una científica de nuestra familia; le recomiendo viajeros europeos. La última vez fue Custine, quien comenzó una conversación conmigo sobre la historia de la Iglesia Ortodoxa;De inmediato se lo envié a Elena, quien le dirá más de lo que él mismo sabe...».

Conde P. D. Kiselev
A. S. Pushkin
Perdiendo el lenguaje y la mente a la vez,
te miro con un ojo:
un ojo en mi cabeza.
Si los destinos quisieran eso,
si tuviera cien ojos,
entonces todos te mirarían cien.
"Cyclops" improvisado, 1830
Era amiga de I.S.Turgenev, según alguna información, tenía una relación de confianza con A.S. Pushkin: después de ser premiada como cadete de cámara, A.S. Pushkin se presentó a ella y luego le informó a su esposa: «Fui a Su Alteza en Kamenny Isla con ese humor agradable en el que estás acostumbrado a verme cuando me pongo mi magnífico uniforme. Pero era tan dulce que olvidé tanto mi papel infeliz como mi molestia». El hecho de que Elena Pavlovna recibió una copia de las Notas de Catalina II prohibidas para leer a los miembros de la familia imperial de Pushkin, quienes el 8 de enero de 1835, anotó en su diario: «La Gran Duquesa me tomó las Notas de Catalina II y los dejó con la mente.»
Al comunicarse con la élite intelectual de Rusia, la gran duquesa demostró una perspectiva amplia y un conocimiento brillante, en palabras del Príncipe V. F. Odoevsky «ella siempre estaba aprendiendo algo». Los testimonios de contemporáneos indican repetidamente estas propiedades del personaje de Elena Pavlovna.
Elena mantuvo largas conversaciones con el profesor Arsenyev, deseando conocer más de cerca la historia y las estadísticas de Rusia;
Mantuvo conversaciones teológicas con el obispo Porfiry Uspensky y con el arzobispo Inocencio de Jersón, quien, según él, estaba "sorprendido y casi humillado" por la conciencia de que la gran duquesa, conociendo la historia y los fundamentos de la ortodoxia, lo tomó por sorpresa con algunas preguntas. y lo obligó a pedir que es hora de que él se enfrente a una respuesta categórica;
V.A. Insarsky recordó que sus camaradas, el agrónomo Lode y el forestal Peterson, habían dado conferencias sobre estos temas a la gran duquesa. (...) Está claro que si esta "sequedad" no la repugnaba, entonces otras ocupaciones no le eran ajenas;
D.A. Milyutin, quien presentó a Elena Pavlovna "Los primeros experimentos en estadística militar", invitó a Pavlovsk y en la conversación «llamó la atención sobre tales detalles, que apenas se detuvieron, incluso muchos de los especialistas científicos».
D.A. Obolensky, habiendo conocido a la gran duquesa, por primera vez «vio a una mujer que sabía y entendía claramente lo que era la Sala Civil.»
A.I. Koshelev creía que «era extremadamente amable y estaba asombrada por la inmensidad y el desarrollo de su mente, su visión de los asuntos era verdaderamente estatal.»
Un contemporáneo quedó impresionado por la exigencia de que los alumnos del Instituto Mariinsky hablen sobre los lados oscuros de nuestro pasado "con un sentimiento ruso, pero la verdad" durante el examen de historia.
Según las características de ESBE:
Las sobresalientes cualidades de la mente y la sutil delicadeza cordial de la gran duquesa, expresada en la capacidad de ponerse en la posición de los demás, separando y comprendiendo sus intereses, la capacidad de hacerlo con una simplicidad encantadora que inmediatamente destruyó la convención y La tensión de las relaciones, la sensibilidad en las simpatías y la lealtad en la amistad le valieron la lealtad de todos los que encontró y buscó en el camino de la vida. Hasta el final de sus días se interesó por todos los fenómenos del campo del conocimiento y la actividad mental, acudiendo muchas veces donde era necesario para ayudar con su participación, asistencia y apoyo material.
En nombre de Elena Pavlovna, la liturgia de San Juan Crisóstomo, un breve libro de oraciones y el canon penitencial de Andrés de Creta fueron traducidos y publicados en francés, «para familiarizar a los extranjeros con la belleza y profundidad de nuestro culto y para hacer es más fácil para aquellos que se han convertido a la ortodoxia entender nuestras oraciones». En 1862, en Karlsbad, A. I. Koshelev, con la aprobación de la gran duquesa, inició una suscripción para la construcción de una iglesia ortodoxa allí, que se completó dos años después.
La gran duquesa también se destaca por su modestia personal y su altruismo invisible:
{{¿Cómo pudo ella, dado el enorme tamaño que aceptan sus instituciones médicas, dedicar tantas pequeñas sumas repartidas de mano en mano? Ninguno de nosotros recordó que ella alguna vez rechazó tal ayuda a pedido de cualquiera de nosotros. No podía negar a nadie, porque se negaba a sí misma de muchas formas. Sin embargo, vivía abiertamente, (...) no daba a menudo, pero grandes fiestas, vestida, según su posición en el mundo, siempre ricamente. (…) Pero ella no se dejaba mimar, no tenía fantasías distintas. Incluso en un momento en que el viaje al exterior de todos los miembros de la familia imperial era pagado por el tesoro, ella se negó más de una vez a los viajes requeridos por los médicos.}}
Según el conde P.A. Valuev, con la muerte de la gran duquesa Elena Pavlovna: «Se ha apagado una lámpara mental brillante. Patrocinaba mucho y creaba mucho...»; «Es poco probable que alguien la reemplace», escribió I. S. Turgenev con tristeza.

## Memoria
- El 28 de abril de 2004 se erigió en San Petersburgo un monumento a la Gran Duquesa Elena Pavlovna. La colocación del monumento tuvo lugar en el parque de la Academia Médica de Educación de Postgrado de San Petersburgo. El director de la Academia, N. A. Belyakov, participó en la consagración de la primera piedra. El rito de consagración fue realizado por el sacerdote de la metrópoli de San Petersburgo, el padre Alexander.

- 31 de mayo - 2 de junio de 2006 en el castillo Mikhailovsky (Ingeniería) tuvo lugar la tercera ronda final del concurso "Princesa rusa"- un proyecto conjunto del Museo Estatal Ruso y el Gobierno de la Región de Leningrado. El concurso Russian Princess está dedicado al 200 aniversario del nacimiento de la Gran Duquesa Elena Pavlovna. Esta es una respuesta a la idea del Proyecto de Educación Nacional propuesto por el gobierno ruso y una especie de alternativa a numerosos concursos de belleza. El concurso está diseñado para ayudar a las niñas modernas a elegir los ideales femeninos basados en la vida de una de las mujeres más destacadas del pasado, cuyas acciones y forma de pensar aún pueden ser un modelo a seguir.

- En Lomonosov, la calle Yeleninskaya recibe su nombre en honor a Elena Pavlovna.

## Hijas
- María Mijáilovna (1825-1846), fallecida soltera y sin descendencia.
- Isabel Mijáilovna (1826-1845), casada con Adolfo, gran duque de Luxemburgo y fallecida en un parto.
- Catalina Mijáilovna (1827-1894), casada con el duque Jorge Augusto de Mecklemburgo-Strelitz. Con descendencia.
- Alejandra Mijáilovna (1831-1832). Falleció en la infancia.
- Ana Mijáilovna de Rusia (1834-1836). Falleció en la infancia.

## Títulos y tratamientos
Esta tabla aún no está actualizada. Puedes contribuir aportando información sobre títulos y tratamientos de esta persona.

## Ancestros
| \| \| \| \| \| \| \| \| \| \| \| \| \| \| \| \| \| \| \| \| 16. Carlos Alejandro, duque de Wurtemberg \| \| \| \| \| \| \| \| \| \| \| \| \| \| \| \| \| \| \| \| \| \| \| \| \| \| \| \| \| \| \| \| \| \| \| \| \| \| \| \| \| \| \| \| \| \| \| \| \| \| \| \| \| \| 8. Federico II Eugenio, duque de Wurtemberg \| \| \| \| \| \| \| \| \| \| \| \| \| \| \| \| \| \| \| \| \| \| \| \| \| \| \| \| \| \| \| \| \| \| \| \| \| \| \| \| \| \| \| \| \| \| \| \| \| \| \| \| \| \| 17. Princesa María Augusta de Thurn y Taxis \| \| \| \| \| \| \| \| \| \| \| \| \| \| \| \| \| \| \| \| \| \| \| \| \| \| \| \| \| \| \| \| \| \| \| \| \| \| \| \| \| \| \| \| \| \| \| \| \| \| \| \| \| \| 4. Federico I de Wurtemberg \| \| \| \| \| \| \| \| \| \| \| \| \| \| \| \| \| \| \| \| \| \| \| \| \| \| \| \| \| \| \| \| \| \| \| \| \| \| \| \| \| \| \| \| \| \| \| \| \| \| \| \| \| \| 18. Federico Guillermo, Margrave de Brandeburgo-Schwedt \| \| \| \| \| \| \| \| \| \| \| \| \| \| \| \| \| \| \| \| \| \| \| \| \| \| \| \| \| \| \| \| \| \| \| \| \| \| \| \| \| \| \| \| \| \| \| \| \| \| \| \| \| \| 9. Margravina Federica de Brandeburgo-Schwedt \| \| \| \| \| \| \| \| \| \| \| \| \| \| \| \| \| \| \| \| \| \| \| \| \| \| \| \| \| \| \| \| \| \| \| \| \| \| \| \| \| \| \| \| \| \| \| \| \| \| \| \| \| \| 19. Princesa Sofía Dorotea de Prusia \| \| \| \| \| \| \| \| \| \| \| \| \| \| \| \| \| \| \| \| \| \| \| \| \| \| \| \| \| \| \| \| \| \| \| \| \| \| \| \| \| \| \| \| \| \| \| \| \| \| \| \| \| \| 2. Príncipe Pablo de Wurtemberg \| \| \| \| \| \| \| \| \| \| \| \| \| \| \| \| \| \| \| \| \| \| \| \| \| \| \| \| \| \| \| \| \| \| \| \| \| \| \| \| \| \| \| \| \| \| \| \| \| \| \| \| \| \| 20. Carlos I, duque de Brunswick-Wolfenbüttel \| \| \| \| \| \| \| \| \| \| \| \| \| \| \| \| \| \| \| \| \| \| \| \| \| \| \| \| \| \| \| \| \| \| \| \| \| \| \| \| \| \| \| \| \| \| \| \| \| \| \| \| \| \| 10. Carlos II, duque de Brunswick-Wolfenbüttel \| \| \| \| \| \| \| \| \| \| \| \| \| \| \| \| \| \| \| \| \| \| \| \| \| \| \| \| \| \| \| \| \| \| \| \| \| \| \| \| \| \| \| \| \| \| \| \| \| \| \| \| \| \| 21. Princesa Filipina Carlota de Prusia \| \| \| \| \| \| \| \| \| \| \| \| \| \| \| \| \| \| \| \| \| \| \| \| \| \| \| \| \| \| \| \| \| \| \| \| \| \| \| \| \| \| \| \| \| \| \| \| \| \| \| \| \| \| 5. Duquesa Augusta de Brunswick-Wolfenbüttel \| \| \| \| \| \| \| \| \| \| \| \| \| \| \| \| \| \| \| \| \| \| \| \| \| \| \| \| \| \| \| \| \| \| \| \| \| \| \| \| \| \| \| \| \| \| \| \| \| \| \| \| \| \| 22. Federico Luis, príncipe de Gales \| \| \| \| \| \| \| \| \| \| \| \| \| \| \| \| \| \| \| \| \| \| \| \| \| \| \| \| \| \| \| \| \| \| \| \| \| \| \| \| \| \| \| \| \| \| \| \| \| \| \| \| \| \| 11. Princesa Augusta de Gran Bretaña \| \| \| \| \| \| \| \| \| \| \| \| \| \| \| \| \| \| \| \| \| \| \| \| \| \| \| \| \| \| \| \| \| \| \| \| \| \| \| \| \| \| \| \| \| \| \| \| \| \| \| \| \| \| 23. Princesa Augusta de Sajonia-Gotha-Altenburgo \| \| \| \| \| \| \| \| \| \| \| \| \| \| \| \| \| \| \| \| \| \| \| \| \| \| \| \| \| \| \| \| \| \| \| \| \| \| \| \| \| \| \| \| \| \| \| \| \| \| \| \| \| \| 1. Princesa Carlota de Wurtemberg \| \| \| \| \| \| \| \| \| \| \| \| \| \| \| \| \| \| \| \| \| \| \| \| \| \| \| \| \| \| \| \| \| \| \| \| \| \| \| \| \| \| \| \| \| \| \| \| \| \| \| \| \| \| 24. Ernesto Federico II, duque de Sajonia-Hildburghausen \| \| \| \| \| \| \| \| \| \| \| \| \| \| \| \| \| \| \| \| \| \| \| \| \| \| \| \| \| \| \| \| \| \| \| \| \| \| \| \| \| \| \| \| \| \| \| \| \| \| \| \| \| \| 12. Ernesto Federico III, duque de Sajonia-Hildburghausen \| \| \| \| \| \| \| \| \| \| \| \| \| \| \| \| \| \| \| \| \| \| \| \| \| \| \| \| \| \| \| \| \| \| \| \| \| \| \| \| \| \| \| \| \| \| \| \| \| \| \| \| \| \| 25. Condesa Carolina de Erbach-Fürstenau \| \| \| \| \| \| \| \| \| \| \| \| \| \| \| \| \| \| \| \| \| \| \| \| \| \| \| \| \| \| \| \| \| \| \| \| \| \| \| \| \| \| \| \| \| \| \| \| \| \| \| \| \| \| 6. Federico, duque de Sajonia-Altenburgo \| \| \| \| \| \| \| \| \| \| \| \| \| \| \| \| \| \| \| \| \| \| \| \| \| \| \| \| \| \| \| \| \| \| \| \| \| \| \| \| \| \| \| \| \| \| \| \| \| \| \| \| \| \| 26. Ernesto Augusto I, duque de Sajonia-Weimar-Eisenach \| \| \| \| \| \| \| \| \| \| \| \| \| \| \| \| \| \| \| \| \| \| \| \| \| \| \| \| \| \| \| \| \| \| \| \| \| \| \| \| \| \| \| \| \| \| \| \| \| \| \| \| \| \| 13. Princesa Ernestina de Sajonia-Weimar-Eisenach \| \| \| \| \| \| \| \| \| \| \| \| \| \| \| \| \| \| \| \| \| \| \| \| \| \| \| \| \| \| \| \| \| \| \| \| \| \| \| \| \| \| \| \| \| \| \| \| \| \| \| \| \| \| 27. Margravina Sofía Carlota de Brandeburgo-Bayreuth \| \| \| \| \| \| \| \| \| \| \| \| \| \| \| \| \| \| \| \| \| \| \| \| \| \| \| \| \| \| \| \| \| \| \| \| \| \| \| \| \| \| \| \| \| \| \| \| \| \| \| \| \| \| 3. Princesa Carlota de Sajonia-Hildburghausen \| \| \| \| \| \| \| \| \| \| \| \| \| \| \| \| \| \| \| \| \| \| \| \| \| \| \| \| \| \| \| \| \| \| \| \| \| \| \| \| \| \| \| \| \| \| \| \| \| \| \| \| \| \| 28. Duque Carlos Luis Federico de Mecklemburgo, príncipe de Mirow \| \| \| \| \| \| \| \| \| \| \| \| \| \| \| \| \| \| \| \| \| \| \| \| \| \| \| \| \| \| \| \| \| \| \| \| \| \| \| \| \| \| \| \| \| \| \| \| \| \| \| \| \| \| 14. Carlos II, Gran Duque de Mecklemburgo-Strelitz \| \| \| \| \| \| \| \| \| \| \| \| \| \| \| \| \| \| \| \| \| \| \| \| \| \| \| \| \| \| \| \| \| \| \| \| \| \| \| \| \| \| \| \| \| \| \| \| \| \| \| \| \| \| 29. Princesa Isabel Albertina de Sajonia-Hildburghausen \| \| \| \| \| \| \| \| \| \| \| \| \| \| \| \| \| \| \| \| \| \| \| \| \| \| \| \| \| \| \| \| \| \| \| \| \| \| \| \| \| \| \| \| \| \| \| \| \| \| \| \| \| \| 7. Duquesa Carlota de Mecklemburgo-Strelitz \| \| \| \| \| \| \| \| \| \| \| \| \| \| \| \| \| \| \| \| \| \| \| \| \| \| \| \| \| \| \| \| \| \| \| \| \| \| \| \| \| \| \| \| \| \| \| \| \| \| \| \| \| \| 30. Príncipe Jorge Guillermo de Hesse-Darmstadt \| \| \| \| \| \| \| \| \| \| \| \| \| \| \| \| \| \| \| \| \| \| \| \| \| \| \| \| \| \| \| \| \| \| \| \| \| \| \| \| \| \| \| \| \| \| \| \| \| \| \| \| \| \| 15. Princesa Federica de Hesse-Darmstadt \| \| \| \| \| \| \| \| \| \| \| \| \| \| \| \| \| \| \| \| \| \| \| \| \| \| \| \| \| \| \| \| \| \| \| \| \| \| \| \| \| \| \| \| \| \| \| \| \| \| \| \| \| \| 31. Condesa Luisa de Leiningen-Dagsburg-Heidesheim \| \| \| \| \| \| \| \| \| \| \| \| \| \| \| \| \| \| \| \| \| \| \| \| \| \| \| \| \| \| \| \| \| \| \| \| \| \| \| \| \| \| \| \| \| \| \| \| \| \| \| \| |                                                                   |  |  |  |  |  |  |  |  |  |  |  |  |  |  |  |
| |                                                                   |  |  |  |  |  |  |  |  |  |  |  |  |  |  |  |
| | 16. Carlos Alejandro, duque de Wurtemberg                         |  |  |  |  |  |  |  |  |  |  |  |  |  |  |  |
| |                                                                   |  |  |  |  |  |  |  |  |  |  |  |  |  |  |  |
| |                                                                   |  |  |  |  |  |  |  |  |  |  |  |  |  |  |  |
| | 8. Federico II Eugenio, duque de Wurtemberg                       |  |  |  |  |  |  |  |  |  |  |  |  |  |  |  |
| |                                                                   |  |  |  |  |  |  |  |  |  |  |  |  |  |  |  |
| |                                                                   |  |  |  |  |  |  |  |  |  |  |  |  |  |  |  |
| | 17. Princesa María Augusta de Thurn y Taxis                       |  |  |  |  |  |  |  |  |  |  |  |  |  |  |  |
| |                                                                   |  |  |  |  |  |  |  |  |  |  |  |  |  |  |  |
| |                                                                   |  |  |  |  |  |  |  |  |  |  |  |  |  |  |  |
| | 4. Federico I de Wurtemberg                                       |  |  |  |  |  |  |  |  |  |  |  |  |  |  |  |
| |                                                                   |  |  |  |  |  |  |  |  |  |  |  |  |  |  |  |
| |                                                                   |  |  |  |  |  |  |  |  |  |  |  |  |  |  |  |
| | 18. Federico Guillermo, Margrave de Brandeburgo-Schwedt           |  |  |  |  |  |  |  |  |  |  |  |  |  |  |  |
| |                                                                   |  |  |  |  |  |  |  |  |  |  |  |  |  |  |  |
| |                                                                   |  |  |  |  |  |  |  |  |  |  |  |  |  |  |  |
| | 9. Margravina Federica de Brandeburgo-Schwedt                     |  |  |  |  |  |  |  |  |  |  |  |  |  |  |  |
| |                                                                   |  |  |  |  |  |  |  |  |  |  |  |  |  |  |  |
| |                                                                   |  |  |  |  |  |  |  |  |  |  |  |  |  |  |  |
| | 19. Princesa Sofía Dorotea de Prusia                              |  |  |  |  |  |  |  |  |  |  |  |  |  |  |  |
| |                                                                   |  |  |  |  |  |  |  |  |  |  |  |  |  |  |  |
| |                                                                   |  |  |  |  |  |  |  |  |  |  |  |  |  |  |  |
| | 2. Príncipe Pablo de Wurtemberg                                   |  |  |  |  |  |  |  |  |  |  |  |  |  |  |  |
| |                                                                   |  |  |  |  |  |  |  |  |  |  |  |  |  |  |  |
| |                                                                   |  |  |  |  |  |  |  |  |  |  |  |  |  |  |  |
| | 20. Carlos I, duque de Brunswick-Wolfenbüttel                     |  |  |  |  |  |  |  |  |  |  |  |  |  |  |  |
| |                                                                   |  |  |  |  |  |  |  |  |  |  |  |  |  |  |  |
| |                                                                   |  |  |  |  |  |  |  |  |  |  |  |  |  |  |  |
| | 10. Carlos II, duque de Brunswick-Wolfenbüttel                    |  |  |  |  |  |  |  |  |  |  |  |  |  |  |  |
| |                                                                   |  |  |  |  |  |  |  |  |  |  |  |  |  |  |  |
| |                                                                   |  |  |  |  |  |  |  |  |  |  |  |  |  |  |  |
| | 21. Princesa Filipina Carlota de Prusia                           |  |  |  |  |  |  |  |  |  |  |  |  |  |  |  |
| |                                                                   |  |  |  |  |  |  |  |  |  |  |  |  |  |  |  |
| |                                                                   |  |  |  |  |  |  |  |  |  |  |  |  |  |  |  |
| | 5. Duquesa Augusta de Brunswick-Wolfenbüttel                      |  |  |  |  |  |  |  |  |  |  |  |  |  |  |  |
| |                                                                   |  |  |  |  |  |  |  |  |  |  |  |  |  |  |  |
| |                                                                   |  |  |  |  |  |  |  |  |  |  |  |  |  |  |  |
| | 22. Federico Luis, príncipe de Gales                              |  |  |  |  |  |  |  |  |  |  |  |  |  |  |  |
| |                                                                   |  |  |  |  |  |  |  |  |  |  |  |  |  |  |  |
| |                                                                   |  |  |  |  |  |  |  |  |  |  |  |  |  |  |  |
| | 11. Princesa Augusta de Gran Bretaña                              |  |  |  |  |  |  |  |  |  |  |  |  |  |  |  |
| |                                                                   |  |  |  |  |  |  |  |  |  |  |  |  |  |  |  |
| |                                                                   |  |  |  |  |  |  |  |  |  |  |  |  |  |  |  |
| | 23. Princesa Augusta de Sajonia-Gotha-Altenburgo                  |  |  |  |  |  |  |  |  |  |  |  |  |  |  |  |
| |                                                                   |  |  |  |  |  |  |  |  |  |  |  |  |  |  |  |
| |                                                                   |  |  |  |  |  |  |  |  |  |  |  |  |  |  |  |
| | 1. Princesa Carlota de Wurtemberg                                 |  |  |  |  |  |  |  |  |  |  |  |  |  |  |  |
| |                                                                   |  |  |  |  |  |  |  |  |  |  |  |  |  |  |  |
| |                                                                   |  |  |  |  |  |  |  |  |  |  |  |  |  |  |  |
| | 24. Ernesto Federico II, duque de Sajonia-Hildburghausen          |  |  |  |  |  |  |  |  |  |  |  |  |  |  |  |
| |                                                                   |  |  |  |  |  |  |  |  |  |  |  |  |  |  |  |
| |                                                                   |  |  |  |  |  |  |  |  |  |  |  |  |  |  |  |
| | 12. Ernesto Federico III, duque de Sajonia-Hildburghausen         |  |  |  |  |  |  |  |  |  |  |  |  |  |  |  |
| |                                                                   |  |  |  |  |  |  |  |  |  |  |  |  |  |  |  |
| |                                                                   |  |  |  |  |  |  |  |  |  |  |  |  |  |  |  |
| | 25. Condesa Carolina de Erbach-Fürstenau                          |  |  |  |  |  |  |  |  |  |  |  |  |  |  |  |
| |                                                                   |  |  |  |  |  |  |  |  |  |  |  |  |  |  |  |
| |                                                                   |  |  |  |  |  |  |  |  |  |  |  |  |  |  |  |
| | 6. Federico, duque de Sajonia-Altenburgo                          |  |  |  |  |  |  |  |  |  |  |  |  |  |  |  |
| |                                                                   |  |  |  |  |  |  |  |  |  |  |  |  |  |  |  |
| |                                                                   |  |  |  |  |  |  |  |  |  |  |  |  |  |  |  |
| | 26. Ernesto Augusto I, duque de Sajonia-Weimar-Eisenach           |  |  |  |  |  |  |  |  |  |  |  |  |  |  |  |
| |                                                                   |  |  |  |  |  |  |  |  |  |  |  |  |  |  |  |
| |                                                                   |  |  |  |  |  |  |  |  |  |  |  |  |  |  |  |
| | 13. Princesa Ernestina de Sajonia-Weimar-Eisenach                 |  |  |  |  |  |  |  |  |  |  |  |  |  |  |  |
| |                                                                   |  |  |  |  |  |  |  |  |  |  |  |  |  |  |  |
| |                                                                   |  |  |  |  |  |  |  |  |  |  |  |  |  |  |  |
| | 27. Margravina Sofía Carlota de Brandeburgo-Bayreuth              |  |  |  |  |  |  |  |  |  |  |  |  |  |  |  |
| |                                                                   |  |  |  |  |  |  |  |  |  |  |  |  |  |  |  |
| |                                                                   |  |  |  |  |  |  |  |  |  |  |  |  |  |  |  |
| | 3. Princesa Carlota de Sajonia-Hildburghausen                     |  |  |  |  |  |  |  |  |  |  |  |  |  |  |  |
| |                                                                   |  |  |  |  |  |  |  |  |  |  |  |  |  |  |  |
| |                                                                   |  |  |  |  |  |  |  |  |  |  |  |  |  |  |  |
| | 28. Duque Carlos Luis Federico de Mecklemburgo, príncipe de Mirow |  |  |  |  |  |  |  |  |  |  |  |  |  |  |  |
| |                                                                   |  |  |  |  |  |  |  |  |  |  |  |  |  |  |  |
| |                                                                   |  |  |  |  |  |  |  |  |  |  |  |  |  |  |  |
| | 14. Carlos II, Gran Duque de Mecklemburgo-Strelitz                |  |  |  |  |  |  |  |  |  |  |  |  |  |  |  |
| |                                                                   |  |  |  |  |  |  |  |  |  |  |  |  |  |  |  |
| |                                                                   |  |  |  |  |  |  |  |  |  |  |  |  |  |  |  |
| | 29. Princesa Isabel Albertina de Sajonia-Hildburghausen           |  |  |  |  |  |  |  |  |  |  |  |  |  |  |  |
| |                                                                   |  |  |  |  |  |  |  |  |  |  |  |  |  |  |  |
| |                                                                   |  |  |  |  |  |  |  |  |  |  |  |  |  |  |  |
| | 7. Duquesa Carlota de Mecklemburgo-Strelitz                       |  |  |  |  |  |  |  |  |  |  |  |  |  |  |  |
| |                                                                   |  |  |  |  |  |  |  |  |  |  |  |  |  |  |  |
| |                                                                   |  |  |  |  |  |  |  |  |  |  |  |  |  |  |  |
| | 30. Príncipe Jorge Guillermo de Hesse-Darmstadt                   |  |  |  |  |  |  |  |  |  |  |  |  |  |  |  |
| |                                                                   |  |  |  |  |  |  |  |  |  |  |  |  |  |  |  |
| |                                                                   |  |  |  |  |  |  |  |  |  |  |  |  |  |  |  |
| | 15. Princesa Federica de Hesse-Darmstadt                          |  |  |  |  |  |  |  |  |  |  |  |  |  |  |  |
| |                                                                   |  |  |  |  |  |  |  |  |  |  |  |  |  |  |  |
| |                                                                   |  |  |  |  |  |  |  |  |  |  |  |  |  |  |  |
| | 31. Condesa Luisa de Leiningen-Dagsburg-Heidesheim                |  |  |  |  |  |  |  |  |  |  |  |  |  |  |  |
| |                                                                   |  |  |  |  |  |  |  |  |  |  |  |  |  |  |  |
| |                                                                   |  |  |  |  |  |  |  |  |  |  |  |  |  |  |  |